# Big Fish & Begonia
Big Fish & Begonia (大鱼海棠T, Dàyú HǎitángP, lett. "Il grande pesce e la begonia") è un film d'animazione cinese del 2016 diretto da Liang Xuan e Zhang Chun.

## Trama
(Una parte del monologo iniziale recitato dall'anziana Chun a 117 anni)
In un mondo mistico sottostante a quello umano, popolato da entità con poteri magici con i quali controllano molti fenomeni naturali, una ragazza di nome Chun partecipa a un rito di passaggio in cui viene trasportata, sotto forma di delfino rosso, attraverso un portale acquatico nel mondo umano per sette giorni al fine di conoscerlo meglio, con il divieto però di entrare in contatto con l'umanità. Tuttavia, in un paio di occasioni Chun incrocia brevemente lo sguardo di un ragazzo che vive in riva al mare con la sorellina. L'ultimo giorno, durante una tempesta, quando Chun rimane impigliata in una rete da pesca vicino alla casa del ragazzo, questi annega nel tentativo di liberarla. Chun torna nel suo mondo portando con sé l'ocarina a forma di delfino del ragazzo.
Sentendosi profondamente in colpa, Chun si rivolge a Lingpo, Signora delle Anime (la quale raccoglie le anime buone degli umani defunti). Ella spiega che non deve sfidare le leggi della natura e che resuscitare qualcuno dalla morte ha un costo alto, ma infine accetta metà della vita di Chun per riportare in vita il ragazzo, la cui anima si è manifestata nel loro mondo sotto forma di cucciolo di delfino. La Signora delle Anime consiglia a Chun di proteggere e guidare il delfino affinché possa tornare nel mondo umano e riprendere le sembianze di ragazzo: non dovrà fallire, perché altrimenti la sua anima svanirà nel vuoto per sempre. Qiu, amico d'infanzia di Chun e segretamente innamorato di lei, scopre la sua missione e promette di aiutarla a mantenere il segreto, e insieme danno al delfino il nome Kun, in onore di un gigantesco pesce leggendario, capace anche di volare.
Quando la madre di Chun trova Kun, lo ha buttato via. Durante la ricerca di Kun, Chun e Qiu incontrano la Signora dei Ratti (la quale raccoglie le anime cattive): ella s'interessa al delfino e convoca i suoi ratti per recuperarlo dalla fogna. Più tardi, Chun e Qiu riescono a portare via Kun prima che venga trovato dagli abitanti del villaggio. Mentre cercano una nuova casa per il delfino, Qiu viene morso da un serpente a due teste. Non esistendo un antidoto, l'amorevole nonno di Chun, consapevole di avere poco tempo da vivere, assorbe il veleno nel proprio corpo per salvare la vita di Qiu e, prima di soccombere, confida alla nipote che la sosterrà nel suo compito anche nella morte. Due giorni dopo l'anziano muore, la sua anima si manifesta sotto forma di albero di begonia e si ricongiunge con la moglie, che era stata la Signora degli Uccelli e che si è trasformata in una fenice, continuando a fare compagnia al marito.
Mentre il mondo di Chun inizia essere colpito da piogge torrenziali e nevicate innaturali, la sua famiglia e gli anziani locali si rendono conto che la causa di questi fenomeni è la presenza di Kun. Una notte, dopo che Chun confessa a Qiu di aver scambiato metà della sua vita, Qiu pensa di salvare Chun portando Kun in un lago ghiacciato, ma la ragazza si tuffa per recuperarlo, e Qiu la segue. La Signora dei Ratti convoca i suoi ratti per recuperare i due giovani dall'acqua gelida e ruba l'ocarina da Chun, progettando di usarla per assicurarsi il passaggio nel mondo umano. Mentre Chun continua a vegliare su Kun, Qiu visita alla Signora delle Anime per contrattare la propria vita per il ritorno di Chun: lei chiede la sua intera vita come pagamento, ma lo avverte che Chun morirà  a prescindere quando Kun tornerà nel mondo umano, dopodiché rivela a Qiu come salvarla da questo destino.
Gli abitanti del mondo di Chun si riuniscono per uccidere Kun e scongiurare ulteriori calamità. Qiu arriva ed esegue il rituale per aprire un portale per il mondo umano, ma Kun non è in grado di attraversarlo; contemporaneamente arriva la Signora dei Ratti e usa l'ocarina per attraversare il portale. I varchi nel cielo iniziano ad aprirsi in modo incontrollabile, inondando il mondo di Chun con l'acqua marina proveniente dal mondo umano. A Chun viene ricordato che le sue azioni per salvare Kun stanno condannando le persone del suo stesso mondo, perciò cerca di aiutarli a salvarsi dall'alluvione, ma viene respinta da tutti, compresa sua madre, per il male causato. Come ultima risorsa, Chun si sacrifica fondendo il suo corpo con l'albero di begonia di suo nonno per farlo crescere in proporzioni colossali, tappando i varchi nel cielo e scongiurando l'alluvione. Kun spezza un ramo dall'albero di begonia e lo porta alla Signora delle Anime, che grazie a esso riporta in vita Chun.
La Signora delle Anime spiega a Chun che ha perso tutti i suoi poteri e non può restare qui, rassicurandola che gli altri sono salvi grazie al suo sacrificio e l'equilibrio è ripristinato; successivamente, le indica di andare con Kun fino a raggiungere le acque del cielo del sud, per accompagnarlo nel suo viaggio verso casa, e che quando ciò accadrà, Kun non si ricorderà più di lei né di ciò che è accaduto. Qiu si unisce a loro, e in un momento di pausa chiede a Chun se le piacerebbe vivere nel mondo umano; sopraffatto dal dolore nel sapere che stanno trascorrendo la loro ultima notte insieme, Qiu non è in grado di esprimere i suoi sentimenti per lei, che comunque lo considera come un fratello.
Il giorno successivo, Chun saluta Kun mentre Qiu apre un ultimo portale per il suo ritorno. Allo stesso tempo Qiu, seguendo le istruzioni della Signora delle Anime, usa un incantesimo per permettere a Chun di vivere nel mondo di Kun, ma che lo uccide con del fuoco magico: mentre brucia, Qiu rivela a Chun di aver scambiato la sua vita per permetterle di vivere nel mondo di Kun, che è giusto così e che un giorno si incontreranno di nuovo, infine dicendole che quando vedrà il vento e la pioggia dovrà pensare a lui, e lui sarà con lei, sempre. Chun si trasforma in un delfino rosso, potendo così seguire Kun attraverso il portale. Su una spiaggia del mondo umano, Kun e Chun riprendono i sensi nelle loro forme umane, e quando Kun si alza osserva Chun tendergli una mano.
(Una parte del monologo finale dell'anziana Chun)
In una scena a metà dei titoli di coda, la Signora delle Anime riporta in vita Qiu dalle sue ceneri e lo nomina suo successore, rivelando il vero costo del sacrificio di Qiu per Chun.

## Produzione
La storia è stata ispirata da un mito dell'antico classico taoista cinese Zhuāngzǐ, intitolato come il suo autore. Il film integra anche molte storie di altri classici cinesi, come Shan Hai Jing e Soushen Ji. L'intento era di realizzare «un film d'animazione toccante, che porti agli adolescenti il potere dell'amore e della fede».
Liang Xuan e Zhang Chun hanno trascorso insieme molti anni difficili lavorando al progetto. Le origini di questo film sono iniziate quando hanno prodotto una breve animazione in Flash che è stato pubblicata online nel maggio 2004. Dopo che l'animazione è stata ben accolta, Zhang e Liang hanno deciso di svilupparla in un lungometraggio film, fondando il B&T Studio il 3 marzo 2005. Tuttavia hanno avuto problemi a finanziare il film fino al 2007, quando finalmente è arrivata una piccola somma di denaro.
I due si sono immersi nel progetto finendo la sceneggiatura nel 2009, ma i fondi si sono rapidamente esauriti. Nonostante il fatto che molti investitori fossero interessati al mondo fantastico del film, nessuno credeva che un film del genere potesse essere un successo finanziario. Il progetto è stato archiviato per diversi anni, fino a quando Liang ha pubblicato un annuncio su Weibo nel giugno 2013, chiedendo sostegno attraverso il crowdfunding.
Molti fan dell'animazione lo hanno definito «l'alba dell'industria dell'animazione cinese» e lo hanno votato come il «film d'animazione più atteso». La qualità della clip di 7 minuti, la grande quantità di interesse e in seguito il grande successo di un altro film d'animazione cinese, Monkey King: The Hero is Back, sono stati i fattori che hanno spinto la Beijing Enlight Media a investire nel progetto.
Il film è stato prodotto con un budget complessivo di circa 30 000 000 CN¥.

## Distribuzione
Il film è stato distribuito in Cina l'8 luglio 2016 da Beijing Enlight Media, mentre è uscito nelle sale cinematografiche italiane il 21 giugno 2018 distribuito da Draka Distribution e Twelve Entertainment. È stato inoltre distribuito a livello globale nel 2018 su Netflix, Prime Video e iTunes.

## Accoglienza

### Critica
Big Fish & Begonia detiene sull'aggregatore Rotten Tomatoes un indice di approvazione del 91% basato su 32 recensioni, con un voto medio di 7,2 su 10. Il consenso critico del sito recita: «La miscela ricca di stili di animazione di Big Fish & Begonia completa perfettamente la sua storia di ammonimento dal cuore grande e sorprendentemente complessa». Su Metacritic il film ha un punteggio di 72 su 100 basato su 10 critici, corrispondente a «recensioni generalmente favorevoli».

### Incassi
Il film ha incassato in totale circa 565 331 000 CN¥ nel territorio cinese.

## Riconoscimenti
- 2016 - Golden Horse Film Festival[11][12]
  - Candidatura alla miglior canzone originale
- 2017 - Festival internazionale del film d'animazione di Annecy[13]
  - Candidatura al miglior film
- 2018 - Huabiao Awards[14]
  - Miglior film

## Sequel e spin-off
Il film è il primo capitolo di una trilogia. Il 2 febbraio 2025 è stato pubblicato il primo teaser di Big Fish & Begonia 2 ed è già in produzione anche il terzo capitolo. Verrà realizzata anche una serie animata spin-off intitolata Big Fish & Begonia: The Story of Rong Song.